# William Brabazon (11e comte de Meath)
William Brabazon, 11e comte de Meath (1803 - 26 mai 1887) est un pair et député irlandais.

## Biographie
Il est le fils aîné survivant de John Brabazon (10e comte de Meath) et de Lady Melosina Adelaide Meade, fille de John Meade (1er comte de Clanwilliam) et Theodosia Hawkins-Magill. Il fait ses études au Collège d'Eton et à Christ Church, Oxford. Il est connu sous le nom de Lord Brabazon entre 1826 et 1851, après quoi il succède à son père en tant que 11e comte de Meath et 2e baronnet Chaworth.
Il est élu député du comté de Dublin de 1830 à 1832 et de 1837 à 1841 et nommé conseiller privé en 1839.
Il est nommé haut shérif du comté de Dublin pour 1835–1836 et grand shérif de Wicklow pour 1848–49 et Lord Lieutenant et custos rotulorum du comté de Wicklow de 1869 jusqu'à sa mort en 1887. Il est colonel de la milice du comté de Dublin de 1847 à 1881 et colonel du 5e bataillon, Royal Dublin Fusiliers. Il est aide de camp de la reine Victoria.
Il épouse en 1837 Harriot, la fille de Richard Brooke, 6e baronnet, de Norton Priory, Cheshire et Harriot Cuniffe, avec qui il a deux fils, Jacques, décédé jeune, et Reginald, et une fille Kathleen, décédée célibataire. La famille vit dans ce qui est toujours le siège des comtes de Meath à Bray, comté de Wicklow, Killruddery House. À sa mort en 1887, il est remplacé par son fils survivant Reginald Brabazon (12e comte de Meath), diplomate de carrière.